# Qeqertarsuaq
Qeqertarsuaq (in danese Godhavn) è una città della Groenlandia.

## Geografia
Qeqertarsuaq si trova sulla costa meridionale dell'isola di Disko nella baia omonima, e appartiene al comune di Qeqertalik. Nei pressi del paese vi sono la bella vallata di Blaesedalen e il ghiacciaio Lygnmark.

## Storia
La città venne fondata nel 1773 da Svend Sandgreen e fu per lungo tempo un porto per la caccia alle balene. Qeqertarsuaq fu anche a capo di un comune, il comune di Qeqertarsuaq. Questo comune fu istituito il 18 novembre 1950, e cessò di esistere il 1º gennaio 2009 dopo la riforma che rivoluzionò il sistema di suddivisione interna della Groenlandia; il comune di Qeqertarsuaq si unì ad altri 7 comuni a formare il comune di Qaasuitsup, ora soppresso.